# 史怀璧
史怀壁（1913年3月27日—2001年5月22日），曾用名史进，男，山西武乡人，中华人民共和国政治人物。

## 生平

### 民国时期
史怀壁是山西省武乡县史家垴村人。1933年春，毕业于武乡师范学校。在校时受革命影响，组织读书会。1933年4月，调到《武乡周报》社任膳印，管理流通图书馆，开始了革命活动。5月，由李逸三介绍，加入中国共产党，并在武乡师范建立了共青团组织。8月同李逸三、赵瑞璧、武三友、程登瀛等人正式创建了中共武乡县委，史怀壁担任县委副书记，领导了武乡中共地下工作。
1934年，山西当局对他下了通缉令，他不得已逃到太原，在赵益三、魏玉田的资助下，到了代县逃避，后考入省立代县第五师范。1935年冬，他到太原参加一·二九运动。之后他被捕入狱，后经多方营救出狱。1937年3月，牺盟总会让他以省政府视察员的身份，到汾西、隰县、大宁整顿牺盟会组织。5月，他与张天乙被派往浑源宣传抗日，发动组织群众，在浑源成立了第一个党支部。他们在牺盟会临时村政协助员前段工作的基础上，继续发展牺盟会会员，由浑中的中共党员蔡汝豫、刘锦云负责，后又吸收浑源城东关的许多手工业工人参加了牺盟会。不久，牺盟会会员由他们初到时的600多人迅速发展到3000多人，仅城关就发展会员近500名。期间，史怀璧带领浑中部分学生，在恒山进行爬山和操练，组建抗日游击队。1937年9月15日，日军侵占浑源城后，鉴于县牺盟会的领导人平时活动较多，为安全起见，史怀璧和县牺盟会的同志仍采取隐蔽的方法秘密开展工作。10月10日，八路军一一五师三四四旅六八七团三营收复浑源城后，史怀璧和张天乙及时让县党支部的成员任汝勤、蔡汝豫等与六八七团政治处主任沈东平取得联系。12月6日日军第二次侵占浑源县城，史怀璧奉调离开浑源。
1937年12月，改任中共山西省辽县县委书记；1938年2月，薄一波调其到山西沁县工作，同年4月担任沁县抗日县长。1939年12月，阎锡山发动晋西事变。他调入中共中央北方局党校学习，之后被左权借调到八路军总部担任临时向导。1940年返回太岳区，向安子文请缨到基层工作，之后调任太岳区棉上县县委副书记；半年后，调任太岳第一专署任专员（地委书记是刘植岩），负责后勤供应；1945年，调任太岳第三专署专员，参加临汾战役。第二次国共内战时期，1948年，经晋冀鲁豫中央局和晋鲁豫边区决定成立晋中行署，同年月，他出任晋中行署副主任，配合太原战役的后勤动员工作和老区的土改工作。1948年11月北平和平解放后，参加了接管北平工作，同时担任北平民政局局长，上任后首先取消八大胡同的妓院，并调查筛选留在北京的国民党政人员。为解决北京的劳资纠纷问题，成立北京市劳动局，他兼任劳动局长。

### 共和国时期
中华人民共和国成立后，1950年，中央成立劳动部，李立三担任劳动部长，他随后请求调史怀璧到劳动部担任办公厅主任，负责劳动部的筹建工作。1952年五马进京后，中央集权增强。中央决定由饶漱石领导劳动部，周恩来将劳动部确定为中财委办公厅的办事机构，史怀璧担任中财委第五办公厅主任。1954年，时任全国人大常委会秘书长的彭真计划立法，调其到全国人大常委会任研究室副主任，主要研究民法，著有《民法继承法概要》一书。1957年以法学名义出访日本。同年毛泽东停止了民法的立法工作。1958年，史怀壁调云南，出任思茅地委书记兼西双版纳州委书记。1964年，调任云南省人民委员会副省长，兼任秘书长。1966年初，返回北京，出任中央对外文化联络委员会副主任、党组成员。1966年初，经国务院外办批准，任中国文化代表团团长，访问阿富汗、巴基斯坦。
文化大革命时，他被斗、被押、被劳动改造，下放到五七干校。1972年，降职担任中共山西省委副秘书长、兼省外办主任。1976年后，任山西省人民政府副省长，省委常委。被选为全国五届人大代表。1977年，调中华人民共和国民政部任副部长、党组成员。此外，他曾当选为第六、七届全国政协委员。1993年，离休。
2001年5月22日，在北京逝世，享年88岁。